# Jota Sculptoris
Jota Sculptoris (ι Sculptoris, förkortat Jota Scl, ι Scl)  som är stjärnans Bayerbeteckning, är en jättestjärna belägen i den mellersta delen av stjärnbilden Bildhuggaren. Den har en skenbar magnitud på 5,18 och är svagt synlig för blotta ögat där ljusföroreningar ej förekommer. Baserat på parallaxmätning inom Hipparcosuppdraget på ca 9,9 mas, beräknas den befinna sig på ett avstånd på ca 330 ljusår (ca 101 parsek) från solen.

## Egenskaper
Jota Sculptoris är en orange till röd jättestjärna av spektralklass K0 III. Den har en massa som är ca 2,9 gånger större än solens massa, en radie som är ca 12,3 gånger större än solens och utsänder från dess fotosfär ca 97 gånger mera energi än solen vid en effektiv temperatur på ca 5 000 K.